# Maireana cheelii
Maireana cheelii är en amarantväxtart som först beskrevs av R. H. Anderson, och fick sitt nu gällande namn av Paul G. Wilson. Maireana cheelii ingår i släktet Maireana och familjen amarantväxter. Inga underarter finns listade i Catalogue of Life.